# Inertní plyny

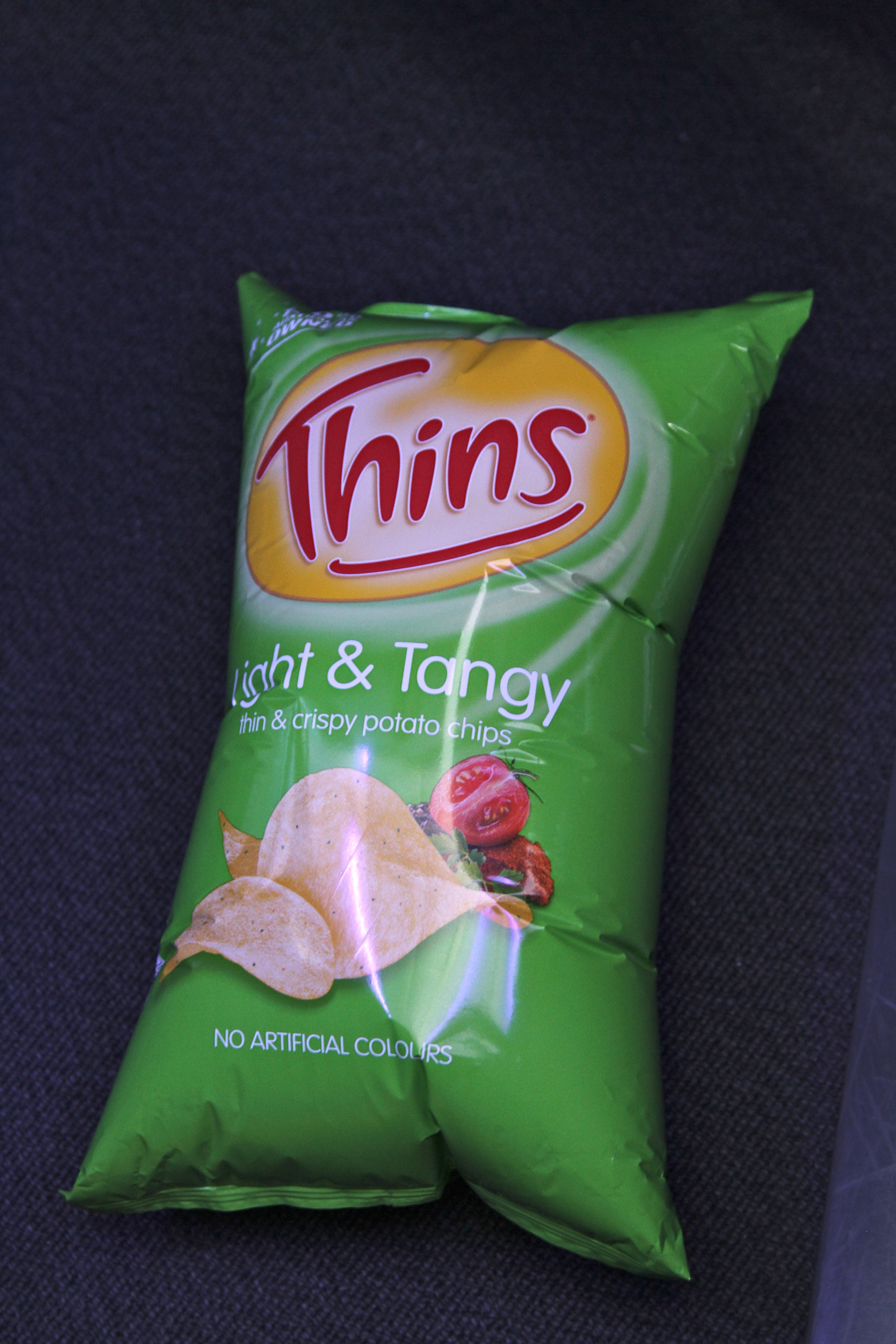
Balíček brambůrků napuštěný ochrannou atmosférou z inertních plynů

Inertní plyny (neboli netečné plyny) jsou plyny za daných podmínek nepodléhající chemickým reakcím. Řadí se sem například dusík a některé vzácné plyny. Inertní plyny se obecně využívají k zabránění nechtěným chemickým reakcím poškozujícím vzorek. Tyto nežádoucí chemické reakce jsou často oxidační a hydrolytické reakce s kyslíkem nebo vzdušnou vlhkostí. Pojem inertní plyn je závislý na kontextu, protože například některé vzácné plyny mohou být za určitých podmínek přinuceny k reakci.
Čistý argon nebo dusík jsou nejčastěji používané inertní plyny kvůli vysokému procentu jejich výskytu v přírodě (78 % N2, 1 % Ar ve vzduchu) a kvůli jejich nízké ceně na trhu.
Na rozdíl od vzácných plynů inertní plyny nemusí být jednoprvkové, často jsou to chemické sloučeniny. Důvodem pro jejich netečnost bývá většinou úplné zaplnění valenční vrstvy. Toto je však pouze určitá tendence, nikoliv pravidlo, protože některé inertní plyny za určitých speciálních podmínek mohou vytvářet sloučeniny.
Častým využitím vzácných plynů je inertní atmosféra (nebo také ochranná atmosféra), což je směs plynů v uzavřeném prostoru zabraňující degradaci uchovávaného materiálu. Používá se zejména argon ve směsi s dusíkem. Dalším využitím těchto plynů je hašení, zejména ve stabilních hasicích zařízeních. Nejčastěji používanými hasebními plyny v budovách jsou čistý dusík, Argonit a Inergen.